# Tennistoernooi van Adelaide 2020
|                                         |  |                                        |
| Ashleigh Barty, winnares bij de vrouwen |  | Andrej Roebljov, winnaar bij de mannen |

Het tennistoernooi van Adelaide van 2020 werd van zondag 12 tot en met zaterdag 18 januari 2020 gespeeld op de hardcourt-buitenbanen van het Memorial Drive Park in de Australische stad Adelaide. De officiële naam van het toernooi was Adelaide International.
Het toernooi bestond uit twee delen:
- WTA-toernooi van Adelaide 2020, het toernooi voor de vrouwen (13–18 januari)
- ATP-toernooi van Adelaide 2020, het toernooi voor de mannen (12–18 januari)

## Toernooikalender
| Adelaide          | januari 2020 | januari 2020 | januari 2020 | januari 2020 | januari 2020 | januari 2020 | januari 2020 | januari 2020 |
| Adelaide          | zon 12       | maa 13       | din 14       | din 14       | woe 15       | don 16       | vrĳ 17       | zat 18       |
| ----------------- | ------------ | ------------ | ------------ | ------------ | ------------ | ------------ | ------------ | ------------ |
| vrouwenenkelspel  |              | 1e ronde     | 1e ronde     | 2e ronde     | 2e ronde     | kwartfinale  | halve finale | finale       |
| vrouwendubbelspel |              | 1e ronde     | 1e ronde     | 1e ronde     | 2e ronde     | halve finale | finale       |              |
| mannenenkelspel   | 1e ronde     | 1e ronde     | 1e ronde     | 1e ronde     | 2e ronde     | kwartfinale  | halve finale | finale       |
| mannendubbelspel  |              | 1e ronde     | 1e ronde     | 1e ronde     | 2e ronde     | 2e ronde     | halve finale | finale       |

ATP-toernooi van Adelaide – WTA-toernooi van Adelaide

2020 · 2021 · 2022-1 · 2022-2 · 2023-1 · 2023-2 · 2024 · 2025